# Actinotus forsythii
Actinotus forsythii là một loài thực vật có hoa trong họ Hoa tán. Loài này được Maiden & Betche mô tả khoa học đầu tiên năm 1902.